# 十四才/フルコート
「十四才/フルコート」（じゅうよんさい/-）は、日本のロックバンド、THE HIGH-LOWSの16枚目のシングル。2001年8月8日発売。発売元はキティMME。

## 解説
バンド初の両A面シングル。

## 収録曲目
1. 十四才 (SINGLE EDIT) (5:58)
（作詞・作曲：甲本ヒロト）
TBS系「王様のブランチ」エンディング・テーマ
この曲のプロモーションビデオは史上例を見ない、ワンカメライブバージョンで、音源もリリースされる音源ではなく、現場の収録カメラのワンポイント録音という画期的なもので大いに注目を浴び、2001年のSPACE SHOWER Music Video Awardsにノミネートされた。
ベストアルバム「flip flop2」に収録。
アルバム「HOTEL TIKI-POTO」ではフェードアウトされない完奏されたバージョンで収録。
ベストアルバム「FLASH 〜BEST〜」では、（Single Edit）とフェードアウト箇所が異なる。
2. フルコート (4:23)
（作詞・作曲：甲本ヒロト）
アルバム「HOTEL TIKI-POTO」、ベストアルバム「flip flop2」に収録。
3. セクシーナンシーモーニングララバイ (4:12) （シークレットトラック）
（作詞・作曲：THE HIGH-LOWS）
2曲目が終了して約25秒後に始まる。
ベストアルバム「flip flop2」に収録。